# Franco Torgnascioli
Franco Luis Torgnascioli Lagreca (ur. 24 sierpnia 1990 w Salcie) – urugwajski piłkarz występujący na pozycji bramkarza w LorUnión Españolace.